# Emma Cline

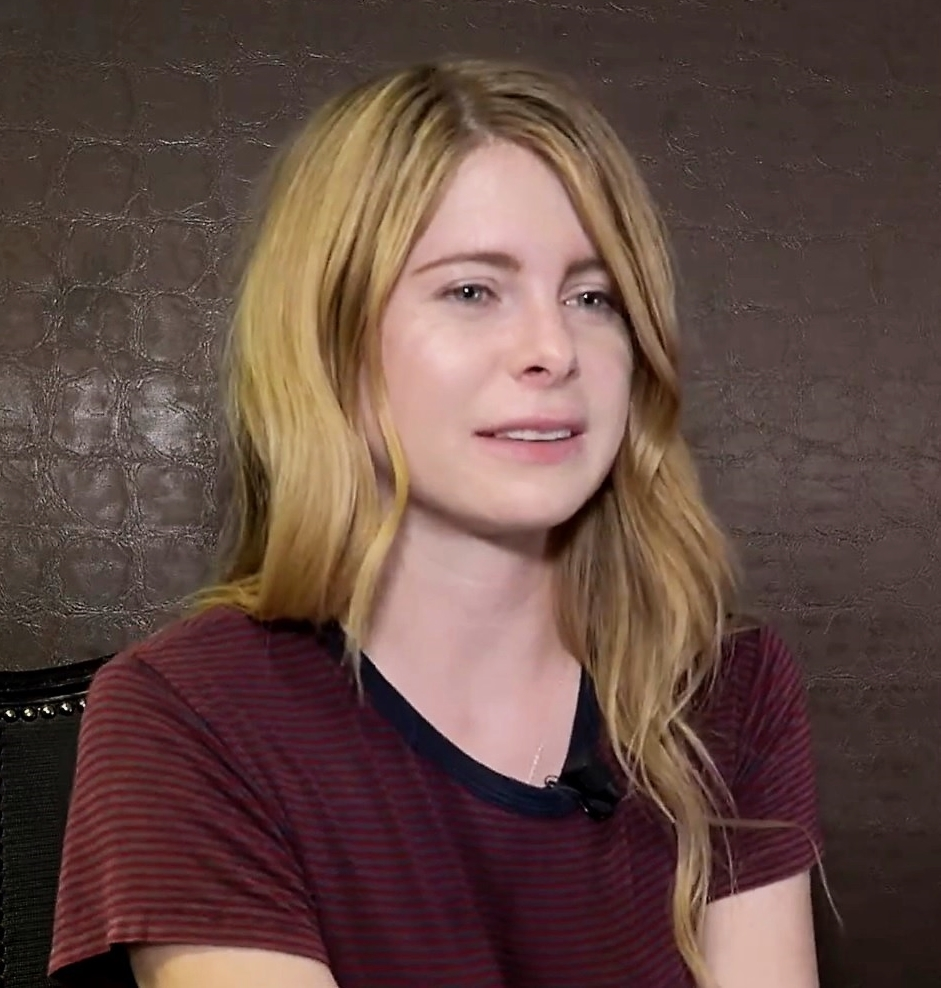
Emma Cline (2016)

Emma Cline (* 1989 in den USA) ist eine US-amerikanische Schriftstellerin.

## Leben
Cline wuchs mit fünf Geschwistern in Sonoma in Kalifornien auf. Sie schloss ihr Studium mit dem Grad Master of Fine Arts an der New Yorker Columbia University in Manhattan ab. Danach verzog Cline in den New Yorker Stadtteil Brooklyn. Heute lebt sie in Silver Lake (Los Angeles). Sie schreibt unter anderem für das Magazin O von Oprah Winfrey und für The New Yorker. Ihre Erstveröffentlichung Marion wurde 2014 ausgezeichnet. 2016 erschien ihr Erstlingsroman The Girls, der vor dem Hintergrund der historischen Ereignisse rund um die Manson Family ein fiktives Coming-of-Age-Drama entwirft. 2020 erschien Daddy, eine Sammlung von Kurzgeschichten. Ihr zweiter Roman, The Guest (dt. Die Einladung) erschien 2023.

## Preise und Auszeichnungen
- 2014: Plimpton Prize for Fiction des The Paris Review für Marion.

## Werke

### Romane und Kurzgeschichten
- Perseids, 2012 (Erzählung, in Tin House 28, 13. April 2012)[3]
- Marion, 2013 (Erzählung, in The Paris Review No 205, 2013)[4]
- The Girls. Chatto & Windus (Imprint von Random House), London 2016, ISBN 978-0-8129-9860-3.
  - The Girls. Roman, dt. von Nikolaus Stingl. Hanser, München 2016, ISBN 978-3-446-25268-4.[5]
- Arcadia, 2016 (Erzählung, in Granta 136, 13. Juli 2016)[6]
- Daddy. Storys. Dt. von Nikolaus Stingl. Hanser, München 2020, ISBN 978-3-446-27073-2.
- The Guest. Random House, 2023. ISBN 978-0-8129-9862-7.
  - Die Einladung. Dt. von Monika Baark. Hanser, München 2023, ISBN 978-3-446-27757-1.

### Aufsätze und Essays
- See Me, 2014 (Essay, in The Paris Review online, 17. März 2014)[7]
- The Corrupted American Innocence of Archie Comics, 2016 (Essay, in The New Yorker, 7. Juli 2016)[8]
- Man sagte mir, keiner würde mir glauben. Warum schweigen Frauen, wenn sie sexuell belästigt wurden?, in: F.A.S. Nr. 42, 22. Oktober 2017, S. 45.